# Pistolet Beretta 70
Beretta 70 – włoski mały pistolet samopowtarzalny produkowany w latach 70. i 80. XX wieku przez Fabbrica d'Armi Pietro Beretta S.p.A. W ofercie Beretty zastąpił pistolet Beretta 948.
Beretta 70 była bronią samopowtarzalną, działającą na zasadzie odrzutu zamka swobodnego. Mechanizm spustowo-uderzeniowy kurkowy, pojedynczego działania. Pistolet wyposażony był w bezpiecznik nastawny którego skrzydełko znajdowało się z lewej strony szkieletu i zatrzask zamka. Pistolet był zasilany z jednorzędowego magazynka pudełkowego. W wersji kalibru 5,6 mm miał on pojemność 10 naboi, 7,65 mm 7 naboi, a 9 mm 6 naboi.
Wersje:
- Beretta 70S - pistolet przeznaczony do samoobrony z lufa długości 85 mm. Zasilany amunicją .22 LR, 7,65 mm Browning lub 9 mm Browning.
- Berettta 70T - pistolet sportowy z lufą długości 152 mm. Kaliber .22 LRR.
- Beretta 71 - pistolet kalibru .22 LR z lufa 89 mm, długość całkowita pistoletu 165 mm. Broń w tej wersji miała szkielet ze stopu lekkiego.
- Beretta 72 - pistolet kalibru .22 LR z lufa 102 lub 152 mm. Wyposażony w przetykowy bezpiecznik nastawny, podobny do zastosowanego w pistolecie Beretta 951

Rozwinięciem modelu był pistolet Beretta 76.